# San Pedro Chacabal (Yaxkukul)
San Pedro Chacabal es una localidad del estado de Yucatán, México, perteneciente al municipio de Yaxkukul.

## Toponimia
El nombre (San Pedro Chacabal) hace referencia de Simón Pedro y chacabal el cual proviene del idioma maya.

## Demografía
Según el censo de 2005 realizado por el INEGI, la población de la localidad era de 0 habitantes.
| 53                          | 65 | 15 | 48 | 20 | 64 | 71 | 25 | 8 | 0 | ? | 0 | 0 |
| (Fuente: INEGI [Consultar]) |    |    |    |    |    |    |    |   |   |   |   |   |